# Revivim (Tel Aviv)

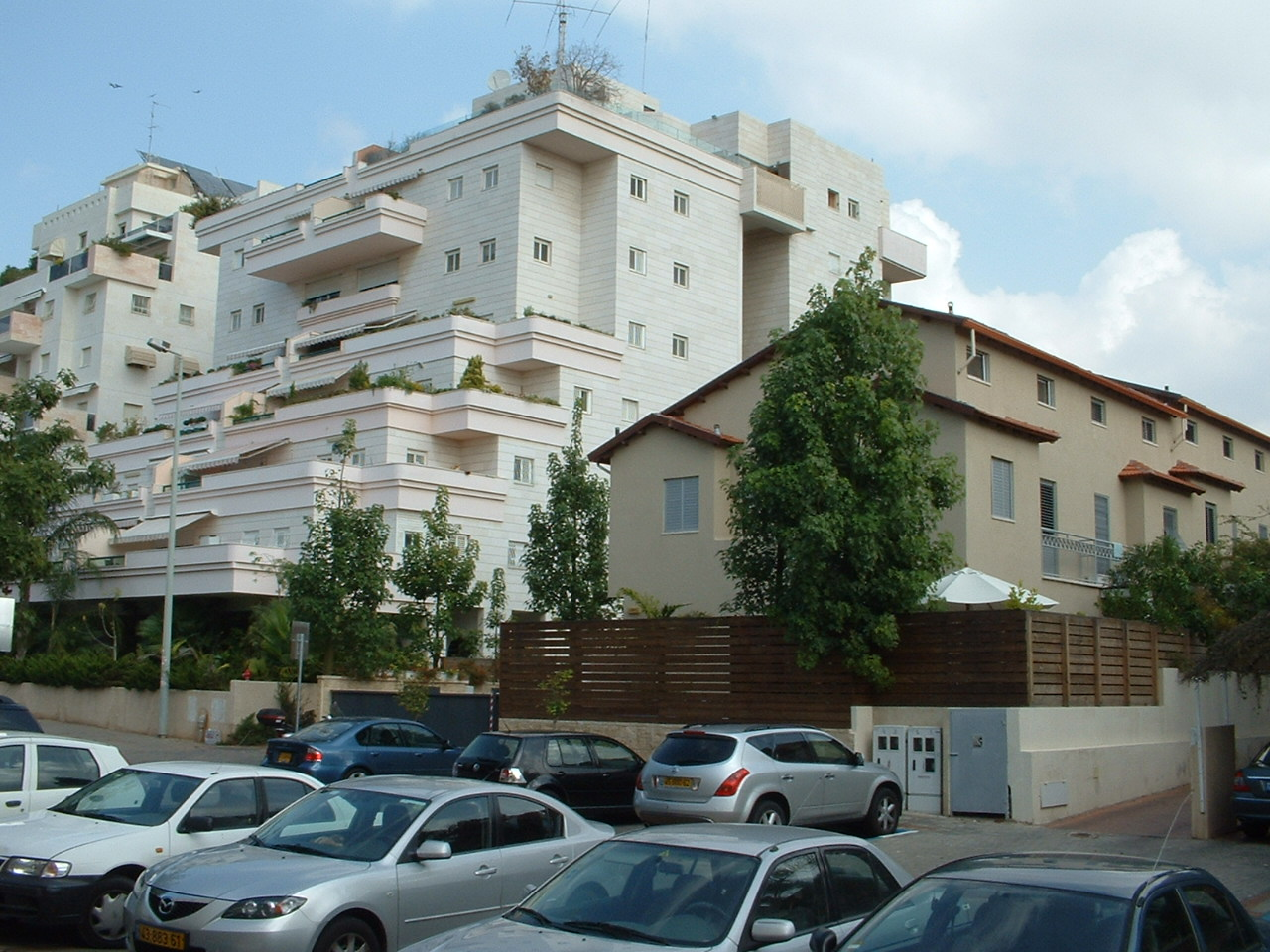
Zástavba ve čtvrti Revivim

Revivim (hebrejsky: רביבים, doslova Kapky rosy) je čtvrť v severovýchodní části Tel Avivu v Izraeli. Je součástí správního obvodu Rova 2 a samosprávné jednotky Rova Cafon Mizrach.

## Geografie
Leží na severovýchodním okraji Tel Avivu, cca 4 kilometry od pobřeží Středozemního moře a cca 1 kilometr severně od řeky Jarkon, v nadmořské výšce okolo 40 metrů. Dopravní osou je silnice číslo 482 (ulice Moše Sne a Pinchas Rosen), která probíhá po západním okraji čtvrti. Na severu sousedí se čtvrtí Ramot Cahala, na východě s Ramat ha-Chajal, na jihu s Neve Dan a na západě Ne'ot Afeka Alef a Ne'ot Afeka Bet (včetně podčásti Giv'at ha-Perachim).

## Popis čtvrti
Plocha čtvrti je vymezena na severu ulicí Dvora ha-Nevi'a, na jihu Petachija mi-Regensburg, na východě ulicí Mišmar ha-Jarden a na západě třídou Pinchas Rosen. Zástavba má charakter vícepodlažních bytových domů i nižší individuální výstavby. V roce 2007 tu žilo 7990 obyvatel (údaj společný pro čtvrtě Tel Baruch Darom, Tel Baruch Cafon a Revivim). 